# شارل میشل دو لانلاد

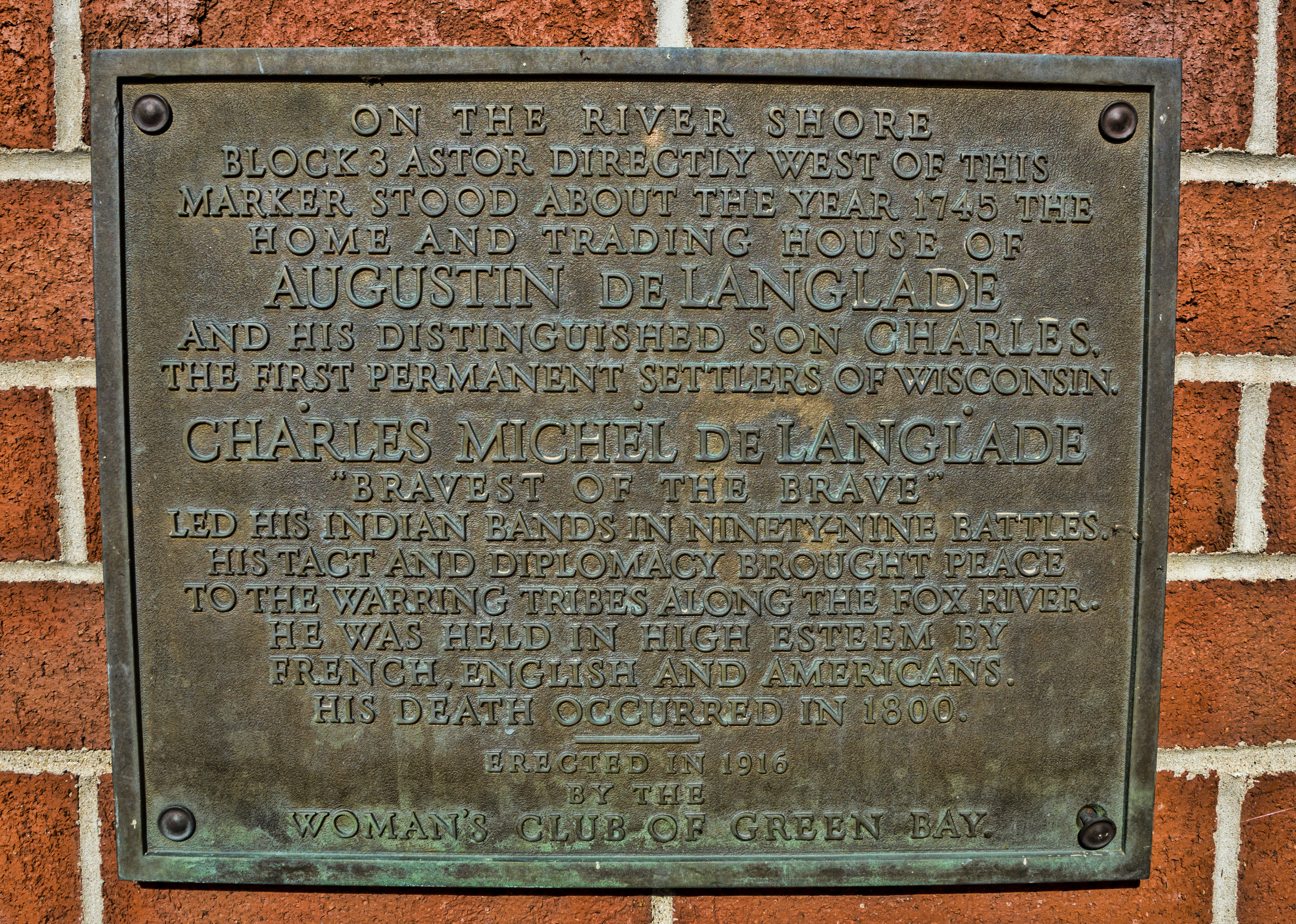
لوح‌یادبودی در گرین‌بی، ویسکانسین، به افتخار چارلز میشل دو لانلاد و پدرش. در سال ۱۷۴۵، آگوستین دو لانلاد و پسر ۱۶ ساله‌اش چارلز، یک پست تجاری در گرین‌بی کنونی، تأسیس کردند.

شارل میشل دو لانلاد(به فرانسوی: Charles Michel de Langlade)(زادهٔ ۱۷۲۹- مرگ پیرامون ۱۸۰۰) یک بازرگان پوست خز فرانسه نو بود. پدر او فرانسوی و مادرش از سرخ‌پوستان اوداوا بود. 
او در ۱۷۵۲ با رهبری تازش به پیکاویلانی مسبب جنگ فرانسه و سرخ‌پوستان گشت. لانلاد در ۱۷۵۵ با نیروهای جرج واشنگتن در نبرد مونوگاهیلا گلاویز شد. همچنین در نبرد جلگه آبراهام گروهی از سرخ‌پوستان اوداوا را رهبری نمود. در آینده و در خلال جنگ استقلال آمریکا او به سود انگلیسی‌ها به جنگ با آمریکایی‌ها برخاست و رهبری سرخ‌پوستان زیر فرمان انگلستان را در این جنگ به دوش گرفت. 
او در آینده ساکن گرین بی گشت و بدین سان نخستین شکونت‌گاه اروپایی‌نشین را در ویسکانسین پایه‌ریزی کرد. لانگلید کانتی، ویسکانسین به افتخار او نام‌گذاری شده‌است.